# George Kobaladze
George Kobaladze (Tskhinvali, 24 maggio 1976) è un sollevatore canadese con cittadinanza georgiana, vincitore della medaglia d'oro ai Giochi del Commonwealth di Glasgow 2014 e attuale detentore del record dei Giochi del Commonwealth nello slancio (229 kg) e totale (400 kg).
Kobaladze gareggia nella categoria oltre i 105 kg. È stato campione canadese nella propria categoria sette volte e cinque volte "migliore atleta dell'anno" (2014, 2013, 2012, 2011 e 2009).
George Kobaladze è il primo sollevatore di pesi canadese a sollevare 500 libbre.

## Record nazionali
- 227 kg nello slancio (18 maggio, 2014)
- 175 kg nello strappo (18 maggio, 2014)
- 402 kg totale (18 maggio, 2014)

## Record dei Giochi del Commonwealth
- 229 kg nello slancio (31 luglio, 2014)
- 400 kg totale (31 luglio, 2014)

## Progressione
| Anno | Manifestazione                     | Sede          | Gara           | Prestazione | Risultato |
| ---- | ---------------------------------- | ------------- | -------------- | ----------- | --------- |
| 2015 | Giochi panamericani                | Canada        | Oltre i 105 kg | 376 kg      | 2         |
| 2014 | Campionato del mondo               | Kazakistan    | Oltre i 105 kg | 394 kg      | 16        |
| 2014 | Giochi del Commonwealth            | Scozia        | Oltre i 105 kg | 400 kg      | 1         |
| 2013 | Campionato del mondo               | Polonia       | Oltre i 105 kg | 397 kg      | 11        |
| 2013 | Arnold Weightlifting Championships | Stati Uniti   | Oltre i 105 kg | 397 kg      | 2         |
| 2013 | Campionato panamericano            | Venezuela     | Oltre i 105 kg | 389 kg      | 2         |
| 2012 | Campionato panamericano            | Guatemala     | Oltre i 105 kg | 390 kg      | 2         |
| 2011 | Campionato del mondo               | Francia       | Oltre i 105 kg | 389 kg      | 19        |
| 2011 | Giochi panamericani                | Messico       | Oltre i 105 kg | 393 kg      | 3         |
| 2010 | Campionato del mondo               | Turchia       | Oltre i 105 kg | 377 kg      | 19        |
| 2010 | Giochi del Commonwealth            | India         | Oltre i 105 kg | 386 kg      | 3         |
| 2009 | Campionato del mondo               | Corea del Sud | Oltre i 105 kg | 378 kg      | 14        |

## Palmarès
- Medaglia d'argento - Giochi panamericani di 2015 (Canada)
- Medaglia d'oro - Giochi del Commonwealth di 2014 (Scozia)
- Medaglia d'argento - Campionato panamericano di 2013 (Venezuela)
- Medaglia d'argento - Campionato panamericano di 2012 (Guatemala)
- Medaglia di bronzo - Giochi panamericani di 2011 (Messico)
- Medaglia di bronzo - Giochi del Commonwealth di 2010 (India)